# Aleka Papariga
Aleksandra (Aleka) Papariga, gr. Αλέκα Παπαρήγα (ur. 5 listopada 1945 w Atenach) – grecka polityk, działaczka komunistyczna, wieloletnia parlamentarzystka, przez 22 lata sekretarz generalny Komunistycznej Partii Grecji (KKE).

## Życiorys
Ukończyła szkołę filozofii na wydziale historyczno-archeologicznym Uniwersytetu Narodowego im. Kapodistriasa w Atenach. Pracowała w różnych przedsiębiorstwach, utrzymywała się także z udzielania korepetycji.
Działała w ruchach studenckich. W 1968 wstąpiła do nielegalnej wówczas Komunistycznej Partii Grecji, brała udział w ruchu wspierającym rodziny więźniów politycznych. Sama również została aresztowana na okres czterech miesięcy. Była wśród założycieli Federacji Kobiet Grecji. W 1974 weszła do regionalnych władz KKE, a w 1978 została członkinią komitetu centralnego partii. W 1991 stanęła na czele partii, funkcję tę pełniła nieprzerwanie przez ponad 22 lata.
W 1993 po raz pierwszy została wybrana na posłankę do Parlamentu Hellenów. Reelekcję uzyskiwała w kolejnych wyborach w 1996, 2000, 2004, 2007, 2009 oraz w obu wyborach w 2012. Każdorazowo kandydowała w okręgu wyborczym Ateny B. W obu wyborach w 2015 oraz w 2019 ponownie wchodziła w skład parlamentu – tym razem jednak z listy krajowej komunistów.